# حاجی‌آباد (گوهرکوه، غرب)
حاجی‌آباد روستایی در دهستان گوهرکوه بخش گوهرکوه شهرستان تفتان استان سیستان و بلوچستان ایران است.

## جمعیت
بر پایه سرشماری عمومی نفوس و مسکن در سال ۱۳۹۵ این روستا بدون جمعیت بوده‌است.